# Československý spisovatel
Československý spisovatel, později Český spisovatel, bylo jedno z nejvýznamnějších nakladatelství v Československu v 2. polovině 20. století. Nakladatelství bylo po desetiletí provázáno s Českým literárním fondem (název byl oficiálně uváděn i Československý spisovatel, nakladatelství českého literárního fondu).

## Činnost nakladatelství
Nakladatelství vzniklo v roce 1949 spojením Nakladatelství a knihkupectví František Borový, Evropského literárního klubu, SFINX – Bohumil Janda a Nakladatelského družstva Máje. Jeho úkolem bylo vydávání soudobé české poezie a prózy a výsledků literární vědy. V období 1949–1956 byl jeho ředitelem spisovatel Václav Řezáč.
Roku 1970 se nakladatelství stalo vydavatelskou platformou Českého literárního fondu. Mezi zaměstnance patřila i řada spisovatelů a literárních vědců.
Československý spisovatel vydával reprezentativní publikace soudobé české literární tvorby – vydané knihy získaly i řadu zahraničních ocenění. Mezi nejznámější edice patřily Spirála, Slunovrat, Klub přátel poezie, Zlatý klíček, Klenotnice, Knihovna české prózy. Vycházela zde i řada literárních časopisů (Host do domu, Tvář).
V roce 1993 bylo nakladatelství přejmenováno na Český spisovatel. V roce 1997 nakladatelství zaniklo.
V roce 2008 došlo k obnovení značky Československý spisovatel pod záštitou společnosti Levné knihy, a. s. (dříve Levné Knihy KMa). Nová společnost Československý spisovatel, s.r.o., byla zapsána do obchodního rejstříku 17. 7. 2008. Spolupráce však trvala pouze do roku 2013. K 14. 6. 2019 došlo k zániku společnosti a přechodu jmění zanikající společnosti na nástupnickou společnost Fortuna Libri Publishing.
Celkem vyšlo v nakladatelství přibližně 6500 titulů.